# Camp de Brens
Le camp de Brens installé à Brens dans le Tarn est un camp de concentration d'où 31 femmes réfugiées polonaises et allemandes juives vont être déportées le 26 août 1942 vers Auschwitz où elles sont assassinées,,,,,,,,,,.

## Historique
Le camp de Brens, au sud de Gaillac, a été créé en 1939. Vingt baraques y ont été construites pour installer un centre d'accueil pour réfugiés. Dès le mois de mai 1940, il accueille près de mille réfugiés, principalement des Belges, des Espagnols et des Polonais fuyant la zone occupée.

### Un camp d'internement de Juifs étrangers
Durant l'été 1940, le camp se vide avant de devenir en novembre 1940, un centre d'hébergement pour juifs étrangers qui se sont réfugiés à Toulouse. 1 600 personnes, dont 400 enfants y sont internées. À partir de janvier 1941, les juifs sont transférés en Haute-Garonne dans les camps de Noé et Récébédou d'où la plupart partiront pour Drancy et Auschwitz.

### Un camp de concentration de femmes
Le 31 décembre 1941, Brens est retenu comme camp de concentration pour femmes. Le 14 février 1942, 320 femmes et 26 enfants du camp de Rieucros (Lozère) arrivèrent par camion depuis la gare de Gaillac. Beaucoup d'entre elles sont déportées à Auschwitz. Le dernier départ pour le camp du Vernet a lieu le 25 mars 1944.
C’est une population cosmopolite, constituée à 75 % d’étrangères, comportant une quinzaine de nationalités. Il s’agit de militantes communistes, de syndicalistes, de réfugiées « suspectes » (en majorité, juives allemandes et polonaises), d’Espagnoles révoltées du camp d'Argelès, de prostituées et de droit commun (les prostituées occupant un baraquement à part). Une des occupations dans le camp est de fabriquer des brosses et des balais.
La réputation, faite par le régime de Vichy, d'être un « camp de prostituées » a persisté jusqu'à nos jours. En réalité, les prisonnières politiques sont nombreuses, et seront majoritaires après septembre 1943 avec l'afflux important de Résistantes, et de femmes Tsiganes, de plus, depuis le décret-Loi du 6 avril 1940 d'Albert Lebrun, nombreux tsiganes "nomades" de France sont étiquettés comme internés "politiques", (voir : Porajmos) et la décision du maréchal Pétain de faire libérer les prostituées.
Le camp est administrativement fermé le 4 juin 1944: les 150 prisonnières sont transférées au camp de Gurs d'où elles ne tardent pas à s'évader.
Il sert cependant à l'internement de collaborateurs ou supposés tels après la Libération en août 1944.

## Lieu de mémoire
Le 14 septembre 1969 une stèle a été mise en place à l'endroit du camp où l'on peut lire :

« Ici vécurent aux côtés de Résistantes françaises, des femmes antifascistes d'autres pays réfugiées sur notre sol. Parmi elles, le 26 août 1942, des femmes allemandes et polonaises furent déportées à Auschwitz d'où elles ne sont jamais revenues. Hommage à leur mémoire ».
Le 15 août 2015 une seconde plaque a été rajoutée pour préciser :

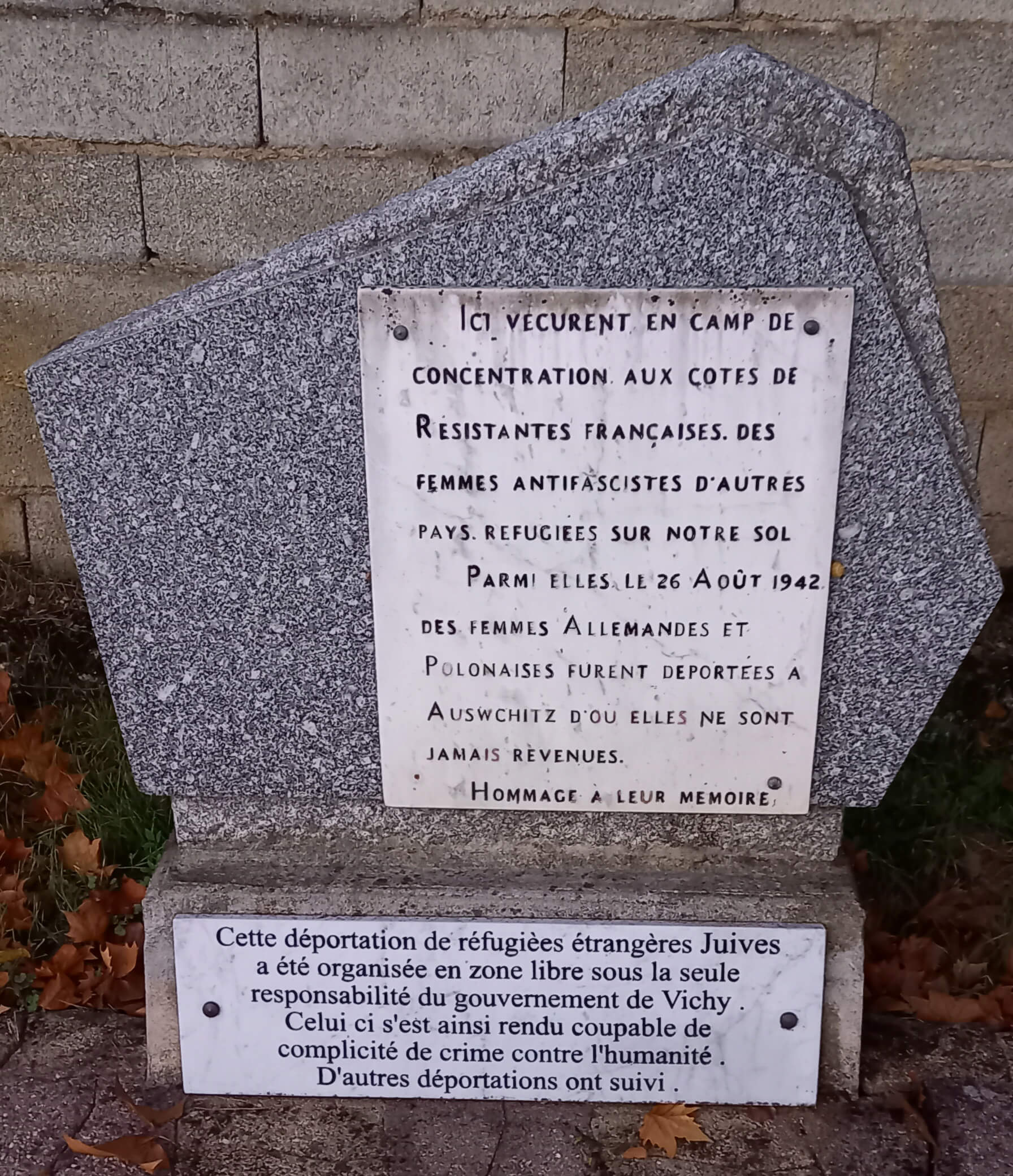

« Cette déportation de réfugiées étrangères Juives a été organisée en zone libre sous la seule responsabilité du gouvernement de Vichy. Celui-ci s'est ainsi rendu coupable de complicité de crime contre l'humanité. D'autres déportations ont suivi ».